# Romano Pontifici Eligendo
Romano Pontifici Eligendo is een apostolische constitutie die op 1 oktober 1975 werd uitgevaardigd door paus Paulus VI. De constitutie heeft betrekking op de verkiezing van een nieuwe Paus. De constitutie geeft nieuwe richtlijnen voor zowel de periode van de sedisvacatie als voor (de organisatie van) het conclaaf. 
De naam van de constitutie is – net als dat bij encyclieken het geval is, afgeleid van de eerste woorden ervan: 
Romano pontifici eligendo, qui, ut Beati Petri in huius Urbis sede Successor, est Christi in terris Vicarius necnon Supremus Pastor atque visibile universalis Ecclesiae Caput, singulares curae semper impensae sunt, ac tanto negotio provide consulturn, ut legitima electio ac libertas eligentium in tuto collocarentur
(in vertaling) Omdat de Romeinse pontifex, als opvolger van de heilige Petrus op de Stoel van deze stad (Rome), de plaatsbekleder van Christus op aarde is, zowel als de Opperste Herder en het zichtbare Hoofd van de Universele Kerk, is zijn verkiezing altijd onderwerp geweest van bijzondere aandacht. En er zijn steeds overwogen maatregelen genomen om de legitieme verkiezing en de vrijheid van hen die stemmen te waarborgen
De belangrijkste wijziging ten opzichte van eerdere pausverkiezingen, hield in dat voortaan kardinalen die ouder waren dan tachtig jaar, niet langer stemgerechtigd zouden zijn in een conclaaf. Als belangrijkste reden hiervoor gaf Paulus aan dat conclaven voor mensen van die leeftijd te vermoeiend en te enerverend zouden zijn. Deze maatregel was overigens al - bij motu proprio (Ingravescentem Ætatem) aangekondigd.
De constitutie stelde daarnaast extreem strenge regels voor de conclaven, waaronder die dat de ramen van de Sixtijnse Kapel moesten worden geblindeerd tijdens het conclaaf. Een groot deel van de strengere regels werd door paus Johannes Paulus II, in diens apostolische constitutie (Universi Dominici Gregis) overigens weer afgeschaft. 
De constitutie bepaalde voorts dat de nieuw gekozen paus zou moeten worden gekroond met de Tiara. Niettemin zagen zowel paus Johannes Paulus I als diens opvolger paus Johannes Paulus II daarvan af. In hoofdstuk VII, art. 92 van de constitutie Universi Dominici Gregis wordt in tegenstelling tot hetzelfde hoofdstuk en artikel van het Romano Pontifici Eligendo gesproken van de inauguratie van de paus in plaats van de kroning van de paus. Hierdoor besloot ook paus Benedictus XVI af te zien van een kroning; laatstgenoemde heeft zelfs in zijn pauselijk wapen de tiara vervangen door de mijter.